# Lochmaeocles fasciatus
Lochmaeocles fasciatus es una especie de escarabajo longicornio del género Lochmaeocles, tribu Onciderini, orden Coleoptera. Fue descrita por Lucas en 1859.

## Descripción
Mide 20-28 mm de longitud.

## Distribución
Se distribuye por Argentina, Brasil y Paraguay.